# Danyiil Boriszovics Siskarjov
Danyiil Boriszovics Siskarjov (oroszul: Даниил Борисович Шишкарёв; Kosztanaj, 1988. július 6. –) kazah származású orosz válogatott kézilabdázó, jobbszélső.

## Pályafutása

### Klubcsapatban
Danyiil Siskarjov a Zarja Kaszpija Asztrahán csapatában kezdte pályafutását. A klub színeiben bemutatkozhatott a nemzetközi kupákban, pályára lépett a EHF-kupában, a Kupagyőztesek Európa-kupájában és a Bajnokok Ligájában is.
2009-ben a Csehovszkije Medvegyi igazolta le, az akkor az első számú orosz csapatnak számító együttessel ötször nyert bajnoki címet és négyszer volt kupagyőztes.
2013 nyarán szerződött a macedón Vardar Szkopjéhez, ahol a 2016–2017-es szezonban Bajnokok Ligáját nyert. A macedón bajnokságot négyszer, a SEHA-ligát háromszor nyerte meg a csapattal.
2020 őszétől a távozó Dragan Gajić helyére érkezett a Telekom Veszprémbe, amelytől mindössze egy idényt követően távozott, majd visszatért egykori klubjához, a Csehovszkije Medvegyihez.

### A válogatottban
Az orosz válogatottban 2009-ben mutatkozott be, már a következő évben bekerült az Európa-bajnokságra nevezett bő keretbe. 2018 decemberéig 111 válogatott mérkőzésén 280 gólt szerzett, két Európa-bajnokságon és két világbajnokságon vett részt.

## Sikerei, díjai
Csehovszkije Medvegyi
- Orosz bajnok (5): 2010, 2011, 2012, 2013, 2014
- Orosz kupagyőztes (4): 2010, 2011, 2012, 2013

Vardar Szkopje
- Macedón bajnok (5): 2015, 2016, 2017, 2018, 2019
- Macedón kupagyőztes (4): 2015, 2016, 2017, 2018
- SEHA-liga-győztes (3): 2016-17, 2017-18, 2018-19
- Bajnokok Ligája-győztes (2): 2016–17, 2018–19

Telekom Veszprém
- Magyar Kupa-győztes: 2020–21